# 二甲基四硫
二甲基四硫（英語：Dimethyl tetrasulphide）是一种有机化合物，化学式C2H6S4，可见于珠芽魔芋、洋蔥、薤等物种。